# Medaille ter herdenking van de Italiaanse veldtocht (1859)

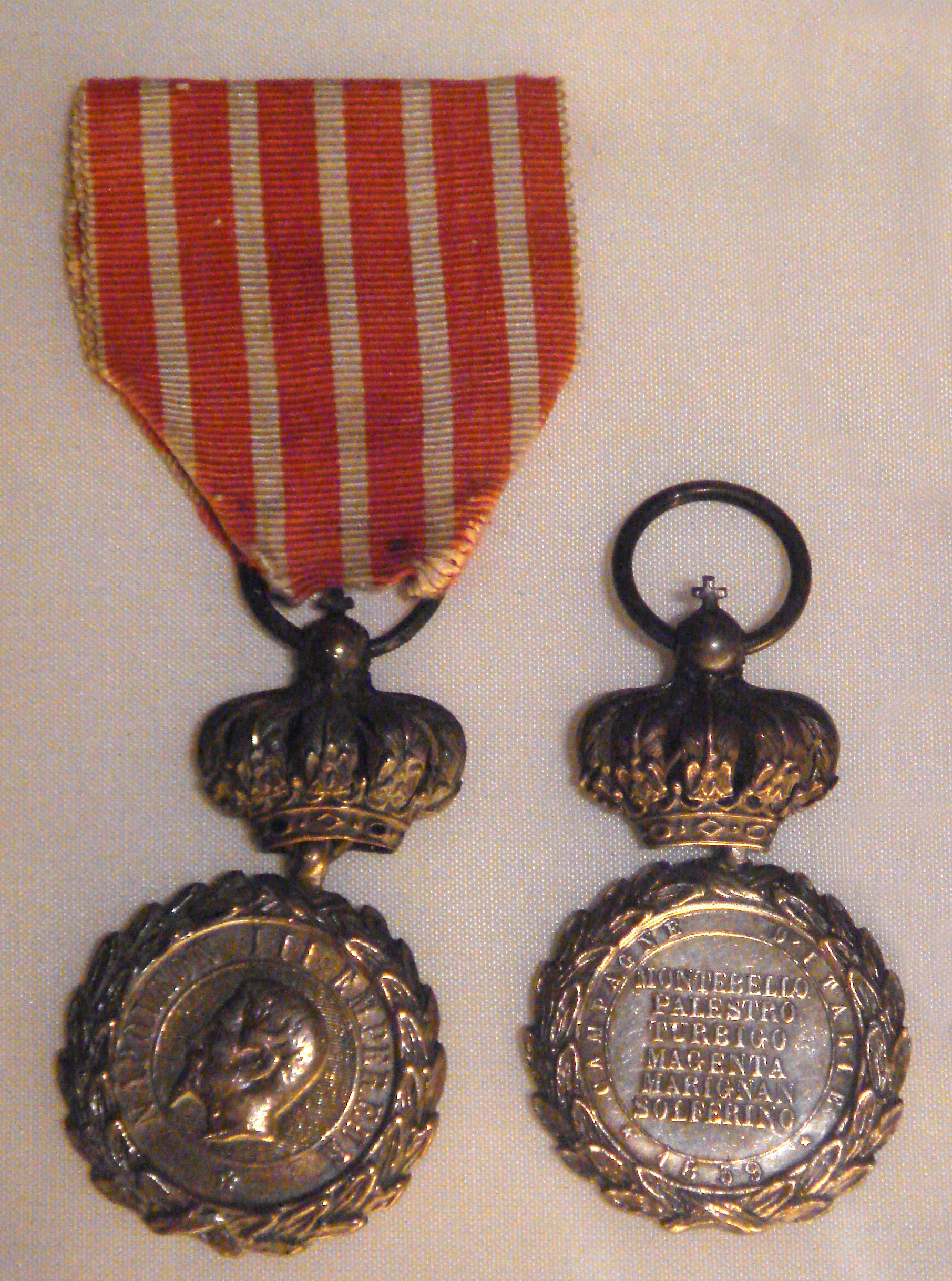
Gekroonde versie voor de lijfwachten.

De Medaille ter herdenking van de Italiaanse veldtocht (Frans: médaille de la campagne d'Italie of médaille commémorative de la campagne d'Italie) is een in 1859 ingestelde Franse onderscheiding. Deze herinneringsmedaille werd op 11 augustus 1859 in een Keizerlijk Decreet ingesteld en de medaille werd diezelfde dag voor het eerst toegekend.
De medaille werd verleend aan Franse soldaten die gevochten hadden in de oorlog tussen het Keizerrijk Frankrijk en het Koninkrijk Sardinië enerzijds en het Keizerrijk Oostenrijk anderzijds.
Napoleon III verleende op voordracht van zijn ministers van oorlog en marine ongeveer 120.000 medailles aan zijn officieren, onderofficieren, soldaten en matrozen. In een paar gevallen werd de medaille, als een bijzonder eerbewijs, ook aan militairen van het Koninkrijk Sardinië uitgereikt. Aan Franse zijde werden ook de meereizende marketensters, zij waren als "cantinières" officieel aan de regimenten verbonden, onderscheiden.
De medaille ging vergezeld van een op naam gesteld, getekend en gestempeld diploma.

## De medaille
Op de met 'BARRE' (Désiré-Albert Barre) 1818-1878 gesigneerde medaille staat op de voorzijde een portret van Napoleon III van Frankrijk binnen een lauwerkrans. Het rondschrift luidt "NAPOLÉON III EMPEREUR".
Op de keerzijde staan binnen eenzelfde lauwerkrans de namen van zes van de veldslagen tijdens deze veldtocht: Montebello, Palestro, Turbigo, Magenta, Marignan en Solférino. Het rondschrift luidt Campagnes d'Italie 1859.
Medailles met een verhoging in de vorm van de Franse keizerlijke kroon werden door de Munt in Parijs geslagen als "Médaille des Cent-Gardes" en waren voor de lijfgarde van de Franse keizer bestemd. De eerste 500 medailles werden al voor de overwinningsparade op 15 augustus 1859 geslagen en zijn, door de haast waarmee gewerkt moest worden, minder fraai afgewerkt dan de standaard van de medailles. Bij deze medailles ontbreekt de lauwerkrans op het hoofd van de keizer.
De medaille werd aan lint met zes rode en vijf witte strepen van ieder 2 millimeter breed op de linkerborst gedragen.

## Protocol
De medaille werd op de linkerborst gedragen. Wanneer men op uniformen geen modelversierselen droeg was een kleine rechthoekige baton in de kleuren van het lint voorgeschreven. De medaille werd ook als miniatuur met een doorsnede van 19 millimeter gedragen op bijvoorbeeld een rokkostuum.